# محمود كامل الناقة
 الدكتور محمود كامل حسن الناقة، من مواليد 1 أغسطس 1939م، بقريه ابياء الحمراء، مركز الدلنجات، محافظة البحيرة، وهو عالم مصري، في مجال التربية والتعليم، وطرق التدريس، والمناهج.
حصل على العديد من الشهادات العلمية الأكاديمية وتدرج في كثير من المناصب في اتجاهات مختلفة ولكن معظمها يتعلق بالتربية وطرق التدريس.

## المؤهلات والشهادات العلمية الحاصل عليها
- ليسانس الآداب من قسم اللغة العربية واللغات الشرقية، كلية الآداب، جامعة الإسكندرية، عام 1962.
- الدبلوم العام في التربية، كلية التربية، جامعة عين شمس، عام 1963.

## الوظائف التي تقلدها
- مدير إنتاج بهيئة الإذاعة والتليفزيون في الفترة من عام 1963 إلى عام 1968.
- معيد بقسم المناهج وطرق التدريس بتربية عين شمس، في الفترة من عام 1968 إلى عام 1972.
- مدرس مساعد بقسم المناهج وطرق التدريس بتربية عين شمس، في الفترة من عام 1972 إلى عام 1975.
- مدرس بالقسم نفسه في الفترة من عام 1975 إلى عام 1980.
- أستاذ مساعد بالقسم نفسه في الفترة من عام 1980 إلى عام 1985.
- أستاذ بالقسم نفسه، عام 1985.
- وكيل كلية التربية، جامعة عين شمس، للدراسات العليا والبحوث.

## المنظمات والهيئات
ينتمي الدكتور «محمود كامل الناقة» إلى العديد من المنظمات والهيئات:
- رئيس مجلس إدارة الجمعية المصرية للمناهج وطرق التدريس.
- عضو الجمعية المصرية للتربية المقارنة والإدارة التعليمية.
- خبير تربوى للمنظمتين العربية والإسلامية للتربية والثقافة والعلوم.
- عضو اللجنة العليا لتطوير كليات التربية وإعادة هيكلتها.
- عضو المجلس الأمريكي لتعليم اللغات الأجنبية.
- عضو جمعية لسان العرب لرعاية اللغة العربية بالقاهرة.
- عضو أكاديمية البحث العلمي والتكنولوجيا (شعبة التربية وعلم النفس).
- عضو لجنة التربية بالمجلس الأعلى للثقافة.
- عضو المكتب الفني بالهيئة القومية لضمان جودة التعليم والاعتماد.

## المؤتمرات والندوات
وقد شارك الأستاذ الدكتور محمود كامل الناقة في العديد من المؤتمرات والندوات العلمية على المستوى المحلي والدولي ومن أهم المؤتمرات التي شارك بها:
- المؤتمر السنوى «لاتحاد المعلمين العرب»، عام 1965.
- مؤتمر «تدريس اللغات الأجنبية»، عام 1979.
- ندوة «أسس التربية الإسلامية»، مكة المكرمة، عام 1979.
- ممثل مصر في ندوة «وضع إستراتيجية تطوير التربية في العالم الإسلامى» المنظمة الإسلامية للتربية والثقافة والعلوم، قطر، عام 1988.
- رئيس المؤتمر العلمي السنوي للجمعية المصرية للمناهج والتدريس.

## الكتب والأبحاث
و قد صدر له العديد من المؤلفات العلمية من كتب وأبحاث ومنها:
- الكتب:

- أساسيات المنهج وتنظيماته، القاهرة، عام 1979.
- مبادئ التدريس العامة، القاهرة، عام 1988.
- سلسة كتب لتعليم اللغة العربية لأبناء العرب والمسلمين المهاجرين في أوروبا، لندن، عام 1998.
- العربية لغتى ج1، القاهرة، عام 2001.
- العربية لغتى ج2، القاهرة، عام 2003.
```
*الأبحاث:
```

- محنة النشاط المدرسى ونحن ننادى ببناء الإنسان، القاهرة، عام 1979.
- أهمية تطوير المنهج التعليمى الحالى، جامعة المنيا، عام 1988.
- التدريس الجامعى: رؤية تأصيلية، القاهرة، عام 1999.
- معلم الموهوبين ودوره المتجدد، القاهرة، عام 2003.

## الجوائز والأوسمة
و نتيجة لتميزه في كل ما يؤديه فقد تقلد العديد من العديد من الجوائز والأوسمة ومنها:
- جائزة عيد المعلم التاسع من الرئيس / جمال عبد الناصر، عام 1963.
- جائزة أحسن كتاب في التربية من جامعة المنيا.
- درع التقدير من جامعة الكويت وصنعاء.
- جائزة الأوسكار لجامعة عين شمس.
- درع التقدير لكلية التربية ببنى سوي.

## وصلات ذات صلة
- الجمعية المصرية للمناهج وطرق التدريس .
- مقالة صحفية
- العنف في المدارس